# فمینیسم علمی-تخیلی
سبک علمی–تخیلی فمینیستی یا فمینیسم علمی تخیلی (Feminist Science Fiction) پیوندی است میان اندیشهٔ فمینیسم و ادبیات علمی–تخیلی.
این سبک را می‌توان ادبیات داستانی اجتماعی و سیاسی دانست که به مسایل جنسیت، سکسوالیته، هویت جنسی و نقش زنان و تجربهٔ زنان در جامعه می‌پردازد. سبک علمی–تخیلی فمینیستی پرسش‌هایی درباره مسایل اجتماعی مطرح می‌کند، نظیر چگونه جامعه نقش‌های جنسیتی را می‌سازد، نقش تولیدمثل در تعریف جنسیت، و سیاست‌های نابرابر و قدرت شخصی مردان و زنان. برخی از رمان‌های مشهور علمی–تخیلی فمینیستی این مسایل را در آرمان‌شهرهایی را به تصویر کشیده‌اند که در جامعهٔ آن‌ها تفاوت‌های جنسیتی یا نابرابری جنسی وجود ندارد. یا برعکس، پادآرمان‌شهرهایی که در آن‌ها نابربری جنسیتی تشدید شده و نیاز به تلاش فمینیستی برای برابری را به تصویر می‌کشد.

## مطالعات علمی–تخیلی فمینیستی
مطالعات فمینیسم علمی–تخیلی (Feminist Science Fiction studies)، جنسیت را در آثار علمی–تخیلی با دیدی فمینیستی مطالعه و بررسی می‌کند. مطالعات فمینیسم علمی تخیلی شامل موارد زیر است:
- تاریخ زنان در علمی-تخیلی-فانتزی: زنان در حوزهٔ تخیلی (Fandom)، نویسندگان زن علمی تخیلی، هنرمندان زن علمی تخیلی، جنبش زنان در حوزهٔ علمی تخیلی، و ...
- بررسی جنسیت و سکسوالیته در حوزهٔ علمی تخیلی
- بررسی فمینیسم علمی-تخیلی

از آثار منتشر شده درباره علمی تخیلی فمینیستی می‌توان به کتاب‌های «دختران زمین: علمی تخیلی فمینیستی در سده بیستم» اثر Justine Larbalestier از انتشارات دانشگاه ولسلیان، «فلسفه فمینیسم و علمی‌تخیلی: ةرمان‌شهرها و پادآرمان‌شهرها» (Feminist Philosophy and Science Fiction: Utopias and Dystopias) از جودیت ا. لیتل اشاره کرد که شامل مجموعه مقالات متنوعی درباره موضوع‌های این حوزه است.
همچنین کتاب همدستان در خلق اعجاب: زنان و تولد داستان‌های علمی-تخیلی از اریک لیاف داوین.

## تاریخ علمی تخیلی فمینیستی

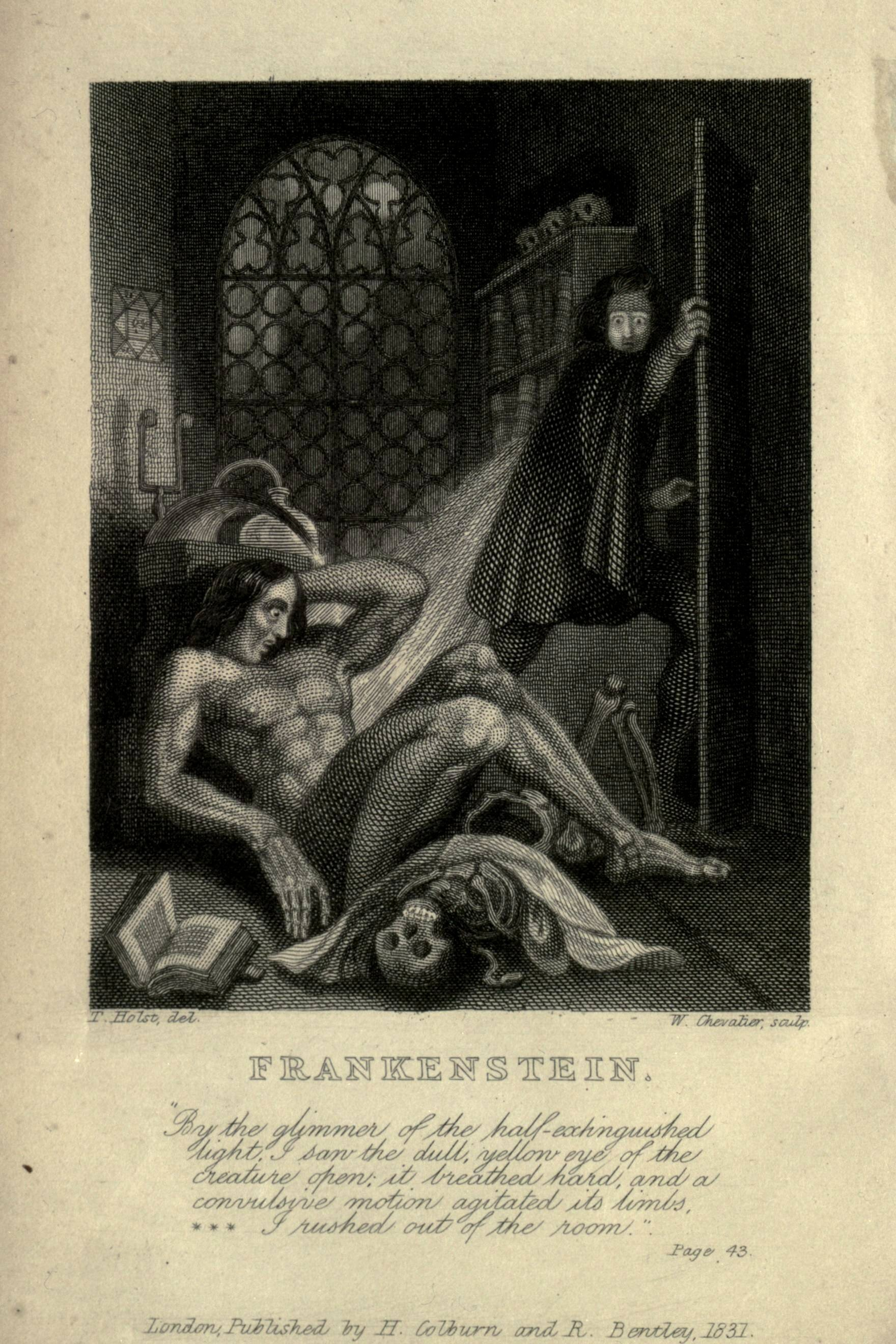
فرانکشتاین اثر مری شلی

زنان از آغاز خلق گونهٔ علمی تخیلی در آن تأثیر داشته‌اند.
می‌توان گفت تا پیش از قرن نوزدهم گونهٔ علمی-تخیلی وجود نداشت، اما بسیاری از داستان‌هایی که نقل یا چاپ می‌شد بر پایهٔ مسایل فانتزی بود، از جمله تشبیهات، موجودات و رویدادهای جادویی، دینی، یا اساطیری.
در اوایل سده نوزدهم اروپا، فرم‌ها هنوز در حال دگرگونی و شکل‌گیری بود. رمان‌های عصر گوتیک سرشار از عناصر فراطبیعی بودند. در این زمان بود که مری شلی رمان فرانکنشتاین را در سال ۱۸۱۸ نوشت، کتابی که بسیاری آن را نخستین رمان علمی تخیلی می‌دانند. در نیمه سده نوزده تحت تأثیر جنبش‌های اجتماعی و آرمان‌شهری، طیف گسترده‌ای از آثار آرمان‌شهری به وجود آمد. آثار علمی تخیلی نویسندگان فمینیست نیز با نقد به مردسالاری، جامعه‌های زنانه را به تصویر می‌کشیدند که خرمندانه‌تر، صلح‌آمیزتر و انسانی‌تر بودند. در اواخر قرن نوزدهم گرایش به داستان‌های فراطبیعی و ارواح بسیار بیشتر شد. رمان‌های با زمینهٔ گوتیک نیز اغلب همچنان صورت فراطبیعی داشتند. ادبیات اواخر قرن نوزده و اوایل قرن بیستم شاهد واکنش شدیدی به جنبش حقوق زنان بود: رمان‌هایی که در آن‌ها زنانی خشک (humorless) ترسیم می‌شدند.
در قرن بیستم شاهد نویسندگان زن بسیاری در گونهٔ علمی تخیلی هستیم. برخی از آن‌ها با نام‌هایی بدون جنسیت می‌نوشتند، مانند س. ل. مور. همچنین چاپ کتاب‌های علمی تخیلی همجنس‌گرایانه آغاز شد.
در سال ۱۹۷۷ نخستین کنفرانس Wiscon برگزار شد، کنفرانسی برای جامعهٔ علمی تخیلی فمینیستی.

## نویسندگان علمی تخیلی فمینیستی
- آن مک‌آفری
- اورسولا لو گویین
- جوانا راس
- اکتاویا باتلر
- مارگارت اتوود